# Skällsjön, Västergötland
Skällsjön är en sjö i Härryda kommun i Västergötland och ingår i Göta älvs huvudavrinningsområde. Sjön är 16 meter djup, har en yta på 0,14 kvadratkilometer och befinner sig 84,4 meter över havet.

## Delavrinningsområde
Skällsjön ingår i det delavrinningsområde (640017-128787) som SMHI kallar för Inloppet i Landvettersjön. Medelhöjden är 110 meter över havet och ytan är 20,19 kvadratkilometer. Räknas de 14 avrinningsområdena uppströms in blir den ackumulerade arean 155,21 kvadratkilometer. Gullbergsån (Mölndalsån) som avvattnar avrinningsområdet har biflödesordning 3, vilket innebär att vattnet flödar genom totalt 3 vattendrag innan det når havet efter 29 kilometer. Avrinningsområdet består mestadels av skog (56 %) och öppen mark (21 %). Avrinningsområdet har 0,17 kvadratkilometer vattenytor vilket ger det en sjöprocent på 0,8 %. Bebyggelsen i området täcker en yta av 3,31 kvadratkilometer eller 16 % av avrinningsområdet.